# Sjællands Stift
Sjællands Stift afløste det katolske Roskilde Stift i 1537. I 1922 blev stiftet delt mellem Københavns Stift og det nuværende Roskilde Stift. I 1961 blev Helsingør Stift oprettet som det tredje stift på Sjælland.
Stiftet bestod oprindeligt af Sjælland, Møn, Amager og en række mindre øer. Bornholm kom til stiftet i 1662 som følge af Freden i København i 1660. Desuden var Færøerne, Grønland og andre oversøiske områder en del af stiftet.
I tidlig middelalder omfattede Sjællands bispestol også Rügen. Stiftet omfattede ikke Lolland og Falster, som i stedet var underlagt Odense bispestol og i 1803 blev udskilt som Lolland-Falsters Stift.
Efter Reformationen i 1536 blev Sjællands biskop primas (kirkelig førstemand) for den evangelisk-lutherske kirke i Danmark. Biskoppen boede i København, mens Roskilde Domkirke var stiftets hovedkirke. I den katolske tid (før Reformationen) var Ærkebiskoppen i Lund overhoved for kirken i Danmark.
Se også Bisperække for Sjællands stift.

## Stiftamtmænd
Denne liste er ufuldstændig; hjælp gerne med at udfylde den.
- 1660 – 1661: Ove Skade
- 1662 – 1682: Johan Christopher Körbitz
- 1682 – 1717: Otto Krabbe
- 1717 – 1721: Frederik Christian von Adeler
- 1721 – 1729: Rudolph von Gersdorff
- 1729 – 1730: Christian Frederik Holstein
- 1730 – 1735: Johan Ludvig Holstein
- 1735 – 1748: Niels Gersdorff
- 1749 – 1750: Conrad Ditlev Reventlow
- 1750 – 1750: Adolph Andreas von der Lühe
- 1750 – 1764: Holger Skeel
- 1764 – 1776: Eggert Christoffer Knuth
- 1776 – 1787: Henrik Adam Brockenhuus
- 1787 – 1790: Gregers Christian Haxthausen
- 1790 – 1802: Johan Heinrich Knuth
- 1802 – 1810: Frederik Hauch
- 1810 – 1816: Werner Jasper Andreas Moltke
- 1816 – 1821: Christopher Schøller Bülow
- 1821 – 1831: Frederik von Lowzow
- 1831 – 1850: Julius Knuth
- 1850 – 1859: Peter Tetens
- 1859 – 1872: Carl Simony
- 1873 – 1889: Johan Christian Bille-Brahe
- 1889 – 1909: Christian Bache
- 1909 – 1911: Frederik de Jonquières
- 1911 – 1915: Anders Dybdal
- 1915 – 1922: Emil Ammentorp (fortsat i Københavns og Roskilde Stifter)